# Деловая авиация
Деловая авиация — отрасль гражданской авиации, специализирующаяся на разработке, производстве, эксплуатации, обслуживании авиационной техники, предназначенной для индивидуальных и корпоративных полётов, а также оказании сопутствующих услуг.
Несмотря на то, что деловая авиация ещё не нашла своего формального отражения в российском законодательстве как отрасль гражданской авиации, в реальной жизни она представляет собой сложившуюся категорию с ярко выраженными отличительными признаками. 
Например, в июле 2016 года было установлено рекордное число рейсов деловой авиации в Сочи — так, 19 июля Международный аэропорт Сочи принял более 30 самолетов, которые относились к классу бизнес-авиации.